# Glenea atropa
Glenea atropa là một loài bọ cánh cứng trong họ Cerambycidae.